# 世界の民謡一覧
世界の民謡一覧（せかいのみんよういちらん）は、主に世界に存在する日本以外の民謡を集めた項目である。
ここでは「伝統的な民謡」、「実質的に民謡並みの扱いを受けているもの」の二つの系統に分ける。民謡の特性上（紹介されている方法など）、国は正式名称などで載せる。オーストリアのように、19世紀後半に国家分離するまでドイツと民族的にも一体化していたため独自民謡として区分が難しいケースもある。

## 伝統的な民謡

### ア行
- 「ああ、シュウ、デケイオー」（Аа-шуу-декей-оо：トゥヴァ共和国）
- 「ああ、私の船よ」（Ack mitt skepp：エストニア-スウェーデン）
- 「愛のロマンス」（Romance Anonimo ：スペイン） - 「禁じられた遊び」とも。en:Romance (song)。
- 「アヴィニョンの橋の上で」（Sur le pont d'Avignon ：フランス共和国）
- 「青い鳩」（La Paloma Azul ：メキシコ合衆国）
- 「赤い川の谷間」（Red River Valley ：アメリカ合衆国）
- 「朝日のあたる家」（The House of the Rising Sun ：アメリカ合衆国） - 「朝日楼」とも。
- 「アブラハムの子」（不詳)
- 「アメイジング・グレイス」（Amazing Grace ：英国・スコットランド地方）
- 「荒野の果てに」（Les Anges dans nos campagnes ：フランス共和国） - 「天のみつかいの」とも。
- 「アリラン」（아리랑 ：大韓民国、朝鮮民主主義人民共和国）
- 「アルエット」（Alouette ：フランス共和国、カナダ） - 「やおやさん」、「タマゴとニワトリ」とも。
- 「イエヴァン・ポルッカ」（Ievan polkka ：フィンランド共和国） - 「エリン・ポルッカ」とも。
- 「池の雨」（Ein Männlein steht im Walde ：ドイツ連邦共和国・ニーダーライン地方）
- 「一週間」（Неделька ：ロシア連邦）
- 「糸まきのうた」（ ：デンマーク王国） - 「シューメーカーズ・ダンス」とも。
- 「ヴォルガの舟唄」（Эй, ухнем! ：ロシア連邦） - en:The Song of the Volga Boatmen。
- 「ウスクダラ」（Üsküdar'a Gider İken ：トルコ共和国） - 「ウシュクダラ」とも。en:Uska Dara。
- 「海に来たれ」（Vieni Sul Mar ：イタリア共和国） - 「海はまねく」とも。
- 「エジル・カラ」(Эзир-Кара：トゥヴァ共和国）
- 「大きな栗の木の下で」（Under the Spreading Chestnut Tree ：英国・イングランド地方）
- 「おおブレネリ」（O Vreneli ：スイス連邦）
- 「おお牧場はみどり」（Horela lipka, horela ：スロバキア共和国 / Aj, lúčka, lúčka široká ：チェコ共和国・ボヘミア地方）
- 「おい、鷹よ」(Hej, sokoły!：ポーランド共和国）
- 「オールド・ラング・サイン」（Auld Lang Syne ：英国・スコットランド地方） - 「蛍の光」、「目ざめよ我が霊」（Awake my soul, stretch every nerve）、「別れのワルツ」とも。
- 「オクラホマ・ミキサー」（Turkey in the Straw ：アメリカ合衆国） - 「わらのなかの七面鳥」とも。
- 「おしゃべりあひる」（Gęś wodą ：ポーランド共和国）
- 「踊ろう楽しいポーレチケ」（Polka Tramblanka ：ポーランド共和国） - タデウシュ・スィギェティンスキによる編曲でも知られる。
- 「お祭り」（ ：ドイツ連邦共和国） - 高橋信夫作詞。

### カ行
- 「かえるの合唱」（Froschgesang ：ドイツ連邦共和国）
- 「カッコウ」（Kuckuck, Kuckuck, ruft’s aus dem Wald ：ドイツ連邦共和国）
- 「蚊のカノン」（ ：ハンガリー共和国）
- 「かわいいあの子」（Nona manis siapa yang punya ：インドネシア共和国）
- 「かわいいオーガスティン」（Oh du lieber Augustin ：ドイツ連邦共和国）
- 「乾杯の歌」（ ：ドイツ連邦共和国）
- 「黄色いリボン」（She Wore a Yellow Ribbon ：アメリカ合衆国）
- 「きつね」（The Fox ：アメリカ合衆国）
- 「気のいいあひる」（Dobromysla husicka ：チェコ共和国・ボヘミア地方）
- 「きらきら星」（Ah! vous dirai-je, Maman ：フランス共和国） - 「ABCの歌」（Alphabet song）とも。
- 「クイカイマニマニ」（不詳） - 「クイクワイマニマニ」とも。
- 「クラリネットをこわしちゃった」（J'ai perdu le do de ma clarinette ：フランス共和国）
- 「グリーン・スリーブス」（Greensleeves ：英国・イングランド地方） - 「御使い歌いて」（What Child Is This?）とも。
- 「クリスマスおめでとう」（We Wish You a Merry Christmas ：英国・イングランド地方）
- 「康定情歌」（康定情歌 ：中華人民共和国）
- 「故郷の空」（Comin' Through the Rye ：英国・スコットランド地方） - 「麦畑」とも。
- 「故郷を離るる歌」（Der letzte Abend ：ドイツ連邦共和国）
- 「こぎつね」（Fuchs, du hast die Gans gestohlen ：ドイツ連邦共和国） - エルンスト・アンシュッツ編曲。
- 「漕げよマイケル」（Michael Row the Boat Ashore ：アメリカ合衆国）
- 「小鳥の結婚式」（Die Vogelhochzeit ：ドイツ連邦共和国）
- 「こねこの病気」（ ：フィンランド共和国）
- 「コロブチカ」（Коробушка ：ロシア連邦） - 「行商人」とも。
- 「コンドルは飛んでいく」（El cóndor pasa ：ペルー共和国、ボリビア多民族国）

### サ行
- 「さすらい人」 (Бродяга ：ロシア連邦)
- 「サッキヤルヴェン・ポルッカ」（Säkkijärven polkka ：フィンランド共和国）
- 「寂しい草原に埋めないで」（Bury Me Not on the Lone Prairie ：アメリカ合衆国） - 「駅馬車」とも。
- 「さよなら」（Winter Ade ：ドイツ連邦共和国） - 「鳥の声」とも。
- 「サラスポンダ」（Sarasponda ：オランダ王国） - en:Sarasponda。
- 「サリー・ガーデン」（Down by the Salley Gardens ：アイルランド共和国）
- 「サンタ・ルチア」（Santa Lucia ：イタリア共和国）
- 「幸せなら手をたたこう」（ ：スペイン）
- 「シェナンドー」（ ：アメリカ合衆国）
- 「ジェリコの戦い」（Joshua Fit the Battle of Jericho ：アメリカ合衆国）
- 「仕事の歌」（Дубинушка ：ロシア連邦） - 「ドゥビヌーシカ」、「ドゥビーヌシカ」とも。
- 「静かな湖畔」（Dans la forêt lointaine ：スイス連邦） - en:Itsy Bitsy Spider、de:Auf der Mauer, auf der Lauer。
- 「シャローム」（סלאאם ：イスラエル）
- 「小白菜」（小白菜 ：中華人民共和国・河北省） - 「北風吹」とも。
- 「ジョニーが凱旋するとき」（Johnny I Hardly Knew Ye ：アイルランド共和国 / When Johnny Comes Marching Home ：アメリカ合衆国）
- 「白樺は野に立てり」（Во поле береза стояла ：ロシア連邦） - 「野に立つ白樺」とも。

「シグムントの詩」-(Sigmundsvísa)-フェロー諸島
- 「スカボロー・フェア」（Scarborough Fair ：英国・イングランド地方）
- 「スコットランドの釣鐘草」（Bluebells of Scotland ：英国・スコットランド地方）
- 「すずめのお宿」（ ：フランス共和国）
- 「ステンカ・ラージン」（Из-за острова на стрежень ：ロシア連邦）
- 「聖者の行進」（When the Saints Go Marching In ：アメリカ合衆国）
- 「聖なるバイカル」 (Славное море — священный Байкал ：ロシア連邦)  - 「栄えある海、聖なるバイカル」とも。
- 「線路は続くよどこまでも」（I've Been Working on the Railroad ：アメリカ合衆国）
- 「草原情歌」（在那遙遠的地方 ：中華人民共和国）

### タ行
- 「太湖船」（ ：中華人民共和国・江南地方）
- 「楽しいショティッシュ」（Balen I Karlstad ：スウェーデン王国）
- 「小さき紅ひばり」（The Little Red Lark ：アイルランド共和国）
- 「チェッチェッコリ」（Kyekyekule ：ガーナ共和国[1]）
- 「チャンドマンランド」 -(Чандмань нутаг)-モンゴル国
- 「ちょうちょう」（Hänschen klein ：ドイツ連邦共和国） - 「小さなハンス」とも。
- 「長蛇号」（Ormurin langi ：デンマーク王国・フェロー諸島）
- 「月の光に」（Au clair de la lune ：フランス共和国）
- 「デイ・オー」（Day-O ：ジャマイカ） - 「バナナ・ボート」とも。
- 「テキサスの黄色いバラ」（The Yellow Rose of Texas ：アメリカ合衆国） - 「草原のマーチ」とも。
- 「手をたたきましょう」（Šla Nanynka do zelí：チェコ共和国）
- 「東北地方の子守歌」（东北摇篮曲 ：中華人民共和国・東北部）
- 「トム・ドゥーリー」（Tom Dooley ：アメリカ合衆国）
- 「トラジ」（도라지 ：大韓民国、朝鮮民主主義人民共和国）
- 「トロイカ」（Вот Мчится Тройка Почтовая ：ロシア連邦）

### ナ行
- 「夏の名残のバラ」（The Last Rose of Summer ：アイルランド共和国） - 「庭の千草」とも。
- 「猫踏んじゃった」（不詳）
- 「眠りの精」（Sandmännchen ：ドイツ連邦共和国） - 「ベツレヘムに生まれたもう」（Zu Bethlehem Geboren）とも。ヨハネス・ブラームス編曲。

### ハ行
- 「バケツの穴」（Ein Loch ist im Eimer ：ドイツ連邦共和国 / There's a Hole in My Bucket ：アメリカ合衆国） - 「穴のあいたバケツ」とも。
- 「はさみとぎ」（ ：イタリア共和国）
- 「はたけのポルカ」（ ：ポーランド共和国）
- 「ハバ・ナギラ」（הבה נגילה ：イスラエル）
- 「春が呼んでるよ」（Hej, Moj Jasinek ：ポーランド共和国） - 「ヘイ・ムイ・ヤシネック」とも。
- 「春の日の花と輝く」（Believe Me, if All Those Endearing Young Charms ：アイルランド共和国） - 「思えば昔」とも。
- 「ひいらぎ飾ろう」（Deck the Halls ：英国・ウェールズ地方）
- 「ピクニック」（She'll Be Coming 'Round the Mountain ：英国・イングランド地方）
- 「ヒラミルパニア」（ ：インド共和国） - 「じんじろげ」、「マイソールの歌」とも。
- 「フレール・ジャック」（Frère Jacques ：フランス共和国） - 「かねがなる」とも。
- 「ぶんぶんぶん」（Summ, summ, summ ：チェコ共和国・ボヘミア地方）
- 「ブフィョルスワイサ」(Bufyörswaisa);スウェーデン-エルブダーレン)
- 「ヘイ・ライディー」（ ：バハマ国）
- 「望郷の歌」（Drunten im Unterland ：ドイツ連邦共和国・シュヴァーベン地方） - 「帰省」、「モルゲンローテ」、「遠い日の歌」、「スワビア民謡」とも。
- 「ホーキ・ポーキ」（Hokey Cokey ：カナダ、英国）
- 「ホルディリディア」（Hol-Di-Ri-Dia ：スイス連邦） - 「リギの歌」（Rigi Lied）、「アッペンツェラー・ヨーデル」（Mein Vater ist ein Appenzeller）とも。

### マ行
- 「マイ・ボニー」（My Bonnie Lies over the Ocean ：英国・スコットランド地方）
- 「牧場の小道」（Stodola Pumpa ：チェコ共和国） - 「ストドラパンパ」とも。
- 「牧人羊を」（The First Nowell ：英国・イングランド地方）
- 「茉莉花」（茉莉花 ：中華人民共和国）
- 「マルブルーは戦争へ行く」（Marlbrough s'en va-t-en guerre :フランス共和国） - 「マルブルウの若殿」とも。英語圏では「For He's a Jolly Good Fellow」「The Bear Went Over the Mountain」の題名でも知られる。
- 「ミンストレル・ボーイ」（The Minstrel Boy ：アイルランド共和国）
- 「ムスターファ」（يا مصطفى ：エジプト・アラブ共和国 / Ya Mustafa ：トルコ共和国） - 「悲しき六十才」とも。en:Ya Mustafa。
- 「燃えろよ燃えろ」（ ：フランス共和国） - 「星影さやかに」、「一日の終り」とも。
- 「もみの木」（O Tannenbaum ：ドイツ連邦共和国） - 「赤旗の歌」とも。
- 「森のくまさん」（The Other Day I Met a Bear ：アメリカ合衆国）
- 「森へ行きましょう」（Szła dzieweczka ：ポーランド共和国）

### ヤ行
- 「山の音楽家」（Ich Bin ein Musikante ：ドイツ連邦共和国）
- 「山のごちそう」（Und jetzt gang i ans Petersbrünnele ：オーストリア共和国・チロル地方）
- 「山のロザリア」（ ：ロシア連邦） - 「アレキサンドロフスキー」とも。
- 「ヤンキー・ドゥードゥル」（Lucy Locket ：英国・イングランド地方 / Yankee Doodle ：アメリカ合衆国） - 「アルプス一万尺」とも。
- 「ゆかいな牧場」（Old MacDonald Had a Farm ：アメリカ合衆国） - 「すいかの名産地」、「大阪うまいもんの歌」とも。
- 「雪と子供」（ ：ノルウェー王国）
- 「雪のおどり」（Tynom Tanom ：チェコ共和国）
- 「世の人忘るな」（God rest you merry, gentlemen ：英国）

### ラ行
- 「ラ・クカラチャ」（La Cucaracha ：メキシコ合衆国）
- 「ラサ・サヤン」（Rasa Sayang-sayange ：インドネシア共和国）
- 「ラ・バンバ」（La bamba ：メキシコ合衆国）
- 「リム、リム、ライマ」(Limu, Limu, Laima)スウェーデン-エルブダーレン
- 「リング・ア・リング・オー・ローゼズ」（Ring a Ring o' Roses ：英国）
- 「ロッホ・ローモンド」（The Bonnie Banks o' Loch Lomond ：英国・スコットランド地方） - 「ロック・ローモンド」、「水辺の春」とも。類似した曲に「五番街のマリーへ」がある。
- 「ロンドンデリーの歌」（Londonderry Air ：アイルランド共和国） - 「ダニー・ボーイ」（Danny Boy）とも。
- 「ロンドン橋落ちた」（London Bridge Is Falling Down ：英国・イングランド地方）

### ワ行
- 「別れの歌」（Muss i denn, muss i denn zum Städtele hinaus ：ドイツ連邦共和国・シュヴァーベン地方） - 「ムシデン」とも。
- 「私の三角帽子」（Mein Hut, der hat drei Ecken ：ドイツ連邦共和国 / O meu chapéu tem três bicos ：ポルトガル共和国 / ほか）

## 実質的に民謡並みの扱いを受けているもの

### ア行
- 「アイ・アイ・アイ」（Ay, Ay, Ay ：オスマン・ペレス＝フレイレ作曲、チリ共和国）
- 「愛の讃歌」（Hymne à l'amour ：マルグリット・モノー作曲、フランス共和国）
- 「愛の喜び」（Plaisir d’amour ：ジャン＝ポール・マルティーニ作曲、フランス共和国）
- 「アヴェ・マリア」（Ellens dritter Gesang ：フランツ・シューベルト作曲、オーストリア共和国、ドイツ連邦共和国）
- 「仰げば尊し」（Song for the Close of School ：アメリカ合衆国 / 英国・スコットランド地方とも）
- 「赤いサラファン」（Красный Сарафан ：アレクサンドル・ワルラモフ作曲、ロシア連邦）
- 「アデステ・フィデレス」（Adeste Fideles ：ジョン・ウェイド作曲、英国） - 「神の御子は今宵しも」（O Come All Ye Faithfu）とも。
- 「アニー・ローリー」（Annie Laurie ：アリシア・スコット作曲、英国・スコットランド地方）
- 「アフトン川の流れ」（Sweet Afton ：ジェームズ・スピルマン作曲、英国・スコットランド地方）
- 「アマリリス」（Amaryllis ：ヘンリー・ギース作曲、フランス共和国）
- 「アムール河の波」（Амурские волны ：マクス・キュッス作曲、ロシア連邦）
- 「雨が降るよ、娘さん」（Il pleut, il pleut, bergère ：ヴィクトール・シモン作曲、フランス共和国）
- 「天なる神には」（It Came Upon the Midnight Clear ：リチャード・ウィリス作曲、アメリカ合衆国）
- 「天には栄え」（Hark! The Herald Angels Sing ：フェリックス・メンデルスゾーン作曲、英国・イングランド地方）
- 「アルマ・ジャネーラ」（Alma Llanera ：ラファエル・コロナード作曲、ベネズエラ・ボリバル共和国） - 「平原児の魂」とも。
- 「アロハ・オエ」（Aloha ʻOe ：リリウオカラニ作曲、アメリカ合衆国・ハワイ州）
- 「家路」（Goin' Home ：アントニン・ドヴォルザーク作曲、アメリカ合衆国） - 「遠き山に日は落ちて」とも。
- 「いとしのクレメンタイン」（Oh My Darling, Clementine ：パーシー・モントローズ作曲、アメリカ合衆国） - 「雪山賛歌」とも。
- 「イムジン河」（림진강 ：朴世永作曲、朝鮮民主主義人民共和国）
- 「インターナショナル」（L'Internationale ：ピエール・ドゥジェイテル作曲、フランス共和国）
- 「ヴォラーレ」（Nel blu dipinto di blu ：ドメニコ・モドゥーニョ作曲、イタリア共和国）
- 「歌の翼に」（Auf Flügeln des Gesanges ：フェリックス・メンデルスゾーン作曲、オーストリア共和国、ドイツ連邦共和国）
- 「ウマウアケーニョ」（El Humahuaqueño ：エドムンド・サルディバール作曲、アルゼンチン共和国） - 「花祭り」（La fête des fleurs）、「春祭り」とも。
- 「大きな古時計」（My Grandfather's Clock ：ヘンリー・ワーク作曲、アメリカ合衆国）
- 「おおスザンナ」（Oh! Susanna ：スティーブン・フォスター作曲、アメリカ合衆国）
- 「お粥をおあがり、ジョアナ」（Come a papa, Joana ：ジョゼ・バラタ＝モラ作曲、ポルトガル共和国）
- 「オー・シャンゼリゼ」（Les Champs-Elysées ：マイク・ディーガン作曲、フランス共和国）
- 「オー・ソレ・ミオ」（'O sole mio ：エドゥアルド・ディ・カプア作曲、イタリア共和国） - 「イッツ・ナウ・オア・ネバー」（It's Now or Never）とも。
- 「オーラ・リー」（Aura Lee ：ジョージ・プルートン作曲、アメリカ合衆国） - 「ラヴ・ミー・テンダー」（Love Me Tender）とも。
- 「オールド・ブラック・ジョー」（Old Black Joe ：スティーブン・フォスター作曲、アメリカ合衆国）
- 「おんまはみんな」（The Old Gray Mare ：ジェームズ・ベイリー作曲、アメリカ合衆国）

### カ行
- 「帰れソレントへ」（Torna a Surriento ：エルネスト・デ・クルティス作曲、イタリア共和国）
- 「カタリ・カタリ」（Core 'ngrato ：サルヴァトーレ・カルディッロ作曲、イタリア共和国）
- 「カチューシャ」（Катюша ：マトヴェイ・ブランテル作曲、ロシア連邦）
- 「カリンカ」（Калинка ：イワン・ラリオーノフ作曲、ロシア連邦）
- 「歓喜の歌」（Ode an die Freude ：ルートヴィヒ・ヴァン・ベートーヴェン作曲、オーストリア共和国、ドイツ連邦共和国）
- 「乾杯の歌」（Libiamo ne' lieti calici ：ジュゼッペ・ヴェルディ作曲、イタリア共和国）
- 「キサス・キサス・キサス」（Quizás, quizás, quizás ：オスバルド・ファレス作曲、キューバ共和国） - 「ルンバ・リハン」（Rhumba Rehan)とも。
- 「希望と栄光の国」（Land of Hope and Glory ：エドワード・エルガー作曲、英国・イングランド地方）
- 「きよしこの夜」（Stille Nacht, heilige Nacht ：フランツ・グルーバー作曲、オーストリア共和国、ドイツ連邦共和国）
- 「金髪のジェニー」（Jeanie with the Light Brown Hair ：スティーブン・フォスター作曲、アメリカ合衆国）
- 「グァンタナメラ」（Guantanamera ：ホセイート・フェルナンデス作曲、キューバ共和国）
- 「草競馬」（Camptown Races ：スティーブン・フォスター作曲、アメリカ合衆国）
- 「グリーン・グリーン」（Green Green ：バリー・マクガイア、ランディ・スパークス作曲、アメリカ合衆国）
- 「黒い瞳」（Очи чёрные ：フロリアン・ヘルマン作曲、ロシア連邦）
- 「黒ネコのタンゴ」（Volevo un gatto nero ：フランチェスコ・パガーノ作曲、イタリア共和国）
- 「ケ・サラ」（Che sarà ：ジミー・フォンタナ、フランコ・ミリアッチ、カルロ・ペス作曲、イタリア共和国）
- 「ケンタッキーの我が家」（My Old Kentucky Home ：スティーブン・フォスター作曲、アメリカ合衆国）
- 「コーヒータンゴ」（Il caffè della Peppina ：アルベルト・アネッリ作曲、イタリア共和国）
- 「コーヒー・ルンバ」（Moliendo Café ：ホセ・ペローニ作曲、ベネズエラ・ボリバル共和国）
- 「故郷へかえりたい」（Take Me Home, Country Roads ：ジョン・デンバー作曲、アメリカ合衆国）
- 「故郷の廃家」（My dear old Sunny Home ：ウィリアム・ヘイス作曲、アメリカ合衆国）
- 「故郷の人々」（Old Folks at Home ：スティーブン・フォスター作曲、アメリカ合衆国） - 「スワニー河」とも。
- 「子守歌」（Wiegenlied ：フランツ・シューベルト作曲、オーストリア共和国、ドイツ連邦共和国）
- 「子守歌」（Wiegenlied ：ヨハネス・ブラームス作曲、オーストリア共和国、ドイツ連邦共和国）
- 「子守歌」（Wiegenlied ：ベルンハント・フリース作曲、オーストリア共和国、ドイツ連邦共和国） - モーツァルト作曲として知られている。
- 「コロラドの月」（Moonlight on the Colorado ：ロバート・キング作曲、アメリカ合衆国）

### サ行
- 「サ・イラ」（Ah ! ça ira ：ベクール作曲、フランス共和国）
- 「さくらんぼの実る頃」（Le Temps des cerises ：アントワーヌ・ルナール作曲、フランス共和国）
- 「さらばナポリ」（Addio a Napoli ：テオドロ・コットラウ作曲、イタリア共和国）
- 「サリマライズ」（Sarie Marais ：セプティマス・ウィナー作曲、南アフリカ共和国）
- 「シエリト・リンド」（Cielito Lindo ：キリノ・メンドーサ＝イ＝コルテス作曲、メキシコ合衆国）
- 「ジェンカ」（Letkiss ：ラウノ・レティネン作曲、フィンランド共和国） - 「レットキス」とも。
- 「シッ！ハエさん」（Shoo Fly, Don't Bother Me ：フランク・キャンベルあるいはトーマス・ビショップ作曲、アメリカ合衆国）
- 「10人のインディアン」（Ten Little Indians ：セプティマス・ウィナー作曲、アメリカ合衆国）
- 「主人は冷たい土の中に」（Massa's in de Cold Ground ：スティーブン・フォスター作曲、アメリカ合衆国） - 「静かに眠れる麗しの君」（Sweetly She Sleeps，My Alice Fair）、「春風」とも。
- 「ジョージア行進曲」（Marching Through Georgia ：ヘンリー・ワーク作曲、アメリカ合衆国） - 「パイノパイノパイ」、「東京節」とも。
- 「白い道」（Concerto No. 4 in F Minor, Op. 8, RV. 297 ：アントニオ・ヴィヴァルディ作曲、イタリア共和国）
- 「ジングル・ベル」（Jingle Bells ：ジェームズ・ピアポント作曲、アメリカ合衆国）
- 「すずらん」（Ландыши ：オスカル・フェリツマン作曲、ロシア連邦）
- 「スリコ」（სულიკო ：ヴァレンカ・ツェレテリ作曲、グルジア）
- 「そっとやさしく」（Sweet And Low ：ジョゼフ・バーンビー作曲、英国）

### タ行
- 「谷間のともしび」（When It's Lamp Lighting Time in the Valley ：ジョー・ライオンズ、サム・ハート、ザ・ヴァガボンズ合作。アメリカ合衆国）
- 「民みな喜べ」（Joy to the World ：ローウェル・メーソン作曲、アメリカ合衆国） - 「諸人こぞりて」（Hark the glad sound! the Saviour comes）とも。
- 「誰かが口笛ふいた」（Le Régiment de Sambre et Meuse ：ジャン・プランケット作曲、フランス共和国） - 「サンブル・エ・ミューズ連隊行進曲」とも。en:Le Régiment de Sambre et Meuse。
- 「茶色の小瓶」（Little Brown Jug ：ジョセフ・ウィナー作曲、アメリカ合衆国）
- 「調子をそろえてクリック・クリック・クリック」（Click Go the Shears ：ヘンリー・ワーク作曲、オーストラリア）
- 「追憶」（Flee as a bird ：メアリ・シンドラー作曲、アメリカ合衆国 / スペインとも）
- 「ディキシー」（Dixie ：ダニエル・エメット作曲、アメリカ合衆国）
- 「デイジー・ベル」（Daisy Bell ：ハリー・ダクレ作曲、英国・イングランド地方）
- 「テネシー・ワルツ」（The Tennessee Waltz ：ピー・ウィー・キング作曲、アメリカ合衆国）
- 「峠の我が家」（Home on the Range ：ダニエル・ケリー作曲、アメリカ合衆国）
- 「灯台守」（The Golden Rule ：アメリカ合衆国 / 英国スコットランド地方とも） - 「旅泊」とも。
- 「トトトの歌」（Chopsticks ：ユーフェミア・アレン作曲、英国・イングランド地方）
- 「ドナドナ」（דונה דונה ：ショロム・セクンダ作曲)
- 「ともしび」（Огонёк ：ヴァレンチーン・ニキチェーンコ作曲、ロシア連邦）
- 「トラン・ブーラン」（La Rosalie ：ピエール＝ジャン・ド・ベランジェ作曲、フランス共和国 / Allah Lanjutkan Usia Sultan ：マレーシア / Terang Bulan ：インドネシア共和国） - 「我が国」（Lagu Negaraku）とも。
- 「ドレミの歌」（Do-Re-Mi ：リチャード・ロジャース作曲、アメリカ合衆国）

### ナ行
- 「長い道を」（Дорогой Длинною ：ボリース・フォミーン作曲、ロシア連邦） - 「遠い道を」、「花の季節」、「悲しき天使」（Those Were the Days）とも。
- 「懐かしのバージニア」（Carry Me Back to Old Virginny ：ジェームス・ブランド作曲、アメリカ合衆国）
- 「ネリー・ブライ」（Nellie Bly ：スティーブン・フォスター作曲、アメリカ合衆国）
- 「ねんねんころりよ」（P'tit Quinquin ：アレクサンドル＝ジョアサン・デルーソー作曲、フランス共和国）
- 「野ばら」（Heideröslein ：フランツ・シューベルト作曲、オーストリア共和国、ドイツ連邦共和国）
- 「野ばら」（Heideröslein ：ハインリッヒ・ヴェルナー作曲、オーストリア共和国、ドイツ連邦共和国）

### ハ行
- 「ハッピー・バースデー・トゥー・ユー」（Happy Birthday to You ：ミルドレッド・ヒル、パティ・ヒル作曲、アメリカ合衆国）
- 「埴生の宿」（Home! Sweet Home! ：ヘンリー・ビショップ作曲、英国・イングランド地方）
- 「パフ」（Puff, the Magic Dragon ：ピーター・ヤロー作曲、アメリカ合衆国）
- 「春への憧れ」（Sehnsucht nach dem Frühling ：ヴォルフガング・モーツァルト作曲、オーストリア共和国、ドイツ連邦共和国） - 「五月の歌」とも。類似した曲に「早春賦」がある。
- 「バルカンの星の下に」（Под звездами балканскими ：マトヴェイ・ブランテル作曲、ロシア連邦）
- 「久しき昔」（Long, Long Ago ：トーマス・ベイリー作曲、英国・イングランド地方） - 「思い出」とも。
- 「ヒキガエルを見た」（Eu vi um sapo ：セザル・バタリャ作曲、ポルトガル共和国）
- 「百万本のバラ」（Dāvāja Māriņa ：ライモンズ・パウルス作曲、ラトビア共和国）
- 「フィンランディア」（Finlandia ：ジャン・シベリウス作曲、フィンランド共和国） - 「安かれ我が心よ」（Stlle, mein Wille, dein Jesus hilft singen)とも。
- 「フニクリ・フニクラ」（Funiculì funiculà ：ルイージ・デンツァ作曲、イタリア共和国）
- 「冬の星座」（Mollie Darling ：ウィリアム・ヘイス作曲、アメリカ合衆国）
- 「ブラジルの水彩画」（Aquarela do Brasil ：アリ・バホーゾ作曲、ブラジル連邦共和国） - 「ブラジル」とも。
- 「古い山小屋」（Le Vieux Chalet ：ジョゼフ・ボヴェー作曲、スイス連邦）
- 「ブンガワン・ソロ」（Bengawan Solo ：グサン・マルトハルトノ作曲、インドネシア共和国）
- 「ベサメ・ムーチョ」（Bésame mucho ：コンスエロ・ベラスケス作曲、メキシコ合衆国）
- 「ポーリュシカ・ポーレ」（Полюшко-поле ：レフ・クニッペル作曲、ロシア連邦）
- 「星の世界」（Erie ：チャールズ・コンヴァース作曲、アメリカ合衆国） - 「星の界」、「いつくしみ深き」（What a Friend We Have in Jesus）とも。
- 「菩提樹」（Am Brunnen vor dem Tore ：フランツ・シューベルト作曲、オーストリア共和国、ドイツ連邦共和国）
- 「ホフマンの舟歌」（Barcarolle d'Hoffmann ：ジャック・オッフェンバック作曲、フランス共和国）
- 「ホワイト・クリスマス」（White Christmas ：アーヴィング・バーリン作曲、アメリカ合衆国）

### マ行
- 「マイム・マイム」（שאבתם מ׳ם ：イマヌエル・アミラン作曲、イスラエル）
- 「真白き富士の根」（Love Divine ：ジェレマイア・インガルス作曲、アメリカ合衆国） - 「七里ヶ浜の哀歌」、「いつかは知らねど」とも。
- 「鱒」（Die Forelle ：フランツ・シューベルト作曲、オーストリア共和国、ドイツ連邦共和国）
- 「満州の丘に立ちて」（На сопках Маньчжурии ：イリヤ・シャトロフ作曲、ロシア連邦） - 「さすらいのギター」とも。
- 「むすんでひらいて」（Nouvelle Romance de J.J.Rousseau ：ジャン＝ジャック・ルソー作曲、フランス共和国 / Rousseau's Dream ：英国 / Go tell Aunt Rhody ：アメリカ合衆国） - 「メリッサ」（Melissa）、「グリーンヴィル」（Greenville）とも。
- 「メイグェ・メイグェ・ウォアイニー」（玫瑰玫瑰我愛你 ：陳歌辛作曲、中華人民共和国） - 「ローズ・ローズ・アイ・ラブ・ユー」（Rose, Rose, I Love You）とも。
- 「メリーさんのひつじ」（Mary Had a Little Lamb ：セイラー・ヘイル作曲、アメリカ合衆国）
- 「モスクワ郊外の夕べ」（Подмосковные вечера ：ヴァシリー・ソロヴィヨフ＝セドイ作曲、ロシア連邦） - 「すずらんの咲く頃」（Le Temps du Muguet）とも。

### ヤ行
- 「夢路より」（Beautiful Dreamer ：スティーブン・フォスター作曲、アメリカ合衆国） - 「夢見る人」とも。
- 「陽気にうたえば」（Las chiapanecas ：ブルマーロ・ロペス・フェルナンデス作曲、メキシコ合衆国）
- 「夜汽車」（Wenn Ich ein Vöglein Wäre ：ヨハン・ライヒャルト作曲、オーストリア共和国、ドイツ連邦共和国）
- 「喜べ讃えよや」（Tochter Zion, freue dich ：ゲオルク・フリードリヒ・ヘンデル作曲、ドイツ連邦共和国） - 「見よ勇者は帰る」（See the conquering hero comes）とも。

### ラ行
- 「ラインの守り」（Die Wacht am Rhein ：カール・ヴィルヘルム作曲、ドイツ連邦共和国) - 「ブライト・カレッジ・イェール」（Bright College Years）、「同志社カレッジソング」（Doshisha College Song）とも。
- 「ラ・クンパルシータ」（La cumparsita ：ヘラルド・ロドリゲス作曲)
- 「ラ・スパニョラ」（La Spagnola ：ヴィンチェンツォ・ディ・キアラ作曲、イタリア共和国）
- 「ラ・ノビア」（La Novia ：ホアキン・プリエート作曲) - en:The Wedding (song)。
- 「リパブリック讃歌」（The Battle Hymn of the Republic ：ウィリアム・ステッフ作曲、アメリカ合衆国） - 「権兵衛さんの赤ちゃん」（John Brown's Body）、「ヨドバシカメラの歌」とも。
- 「旅愁」（Dreaming of Home and Mother ：ジョン・オードウェイ作曲、アメリカ合衆国）
- 「ローレライ」（Die Lore-Ley ：フリードリヒ・ジルヒャー作曲、オーストリア共和国、ドイツ連邦共和国）

### ワ行
- 「我が祖国」（This Land Is Your Land ：ウディ・ガスリー作曲、アメリカ合衆国）
- 「別れの曲」（Etiuda op. 10 nr 3 ：フレデリック・ショパン作曲)
- 「私を野球に連れてって」（Take Me Out to the Ball Game ：アルバート・フォン・ティルザー作曲、アメリカ合衆国）
- 「ワルチング・マチルダ」（Waltzing Matilda ：クリスティナ・マクファーソン作曲、オーストラリア） - 「ウォルシング・マチルダ」とも。マリー・コウワン編曲。